# Cele trei legi ale lui Clarke
Arthur C. Clarke a formulat trei maxime care sunt cunoscute sub numele de Cele trei legi ale lui Clarke:
1. Când un cunoscut bătrân om de știință afirmă că ceva e posibil, aproape că are dreptate. Când afirmă că ceva e imposibil, foarte probabil că se înșeală.

1. Singura cale de a descoperi limitele posibilului este de a te aventura dincolo de ele, în imposibil.

1. Orice tehnologie suficient de avansată nu poate fi deosebită de magie.

Primele două apar în eseul "Hazards of Prophecy: The Failure of Imagination", în Profiles of the Future (1962).. Cea de-a treia lege apare într-o ediție revizuită a Profiles of the Future din 1973. Aceasta se bazează pe o afirmație dintr-o povestire din 1942 a lui Leigh Brackett: "Vrăjitoria pentru cei ignoranți, ...știința pentru cei învățați".